# Les Déménageurs
Les Déménageurs est un groupe musical belge créant des chansons et des spectacles pour enfants à partir de trois ans. 
Les Déménageurs sont composés de musiciens folk-rock. Ils chantent principalement en français. Il y a aussi des chansons en néerlandais (Mijn Poezenleven - Le grand carton, Hey Ho alles goed - Lili et les escargots, Zo snel groot - Danse avec les gnous) et en lingala (BEBE MOKE - Le grand carton).
Les histoires des spectacles sont construites autour des frères Stoul, Georges, Nelson et leur sœur Lili.
- Yves Barbieux - auteur et mise en scène des spectacles

- Thierry Hercod (Stoul) ou Yves Barbieux- chant, flûte
- Didier Laloy ou Jonathan De Neck ou Julien De Borman (Georges) - accordéon diatonique

- Perry Rose ou Pascal Chardome (Nelson) - chant, guitare, claviers
- Marie-Rose Mayele ou Laila Amezian (Lili) - chant, danse et mise en mouvement

En 2006, le groupe remporte le prix "spectacle/concert de la saison" des Octaves de la musique.

## Discographie
- 2003 : Lili et les escargots
- 2005 : Le grand carton (Victorie Music)
- 2007 : Les Déménageurs en concert, CD et DVD
- 2009 : Le Patamodd
- 2014 : Danse avec les gnous (Racines carrées)
- 2017 : La petite aventure